# Callimetopus gloriosus
Callimetopus gloriosus är en skalbaggsart som först beskrevs av Schultze 1922.  Callimetopus gloriosus ingår i släktet Callimetopus och familjen långhorningar.
Artens utbredningsområde är Filippinerna. Inga underarter finns listade.